# 大多羅希夫

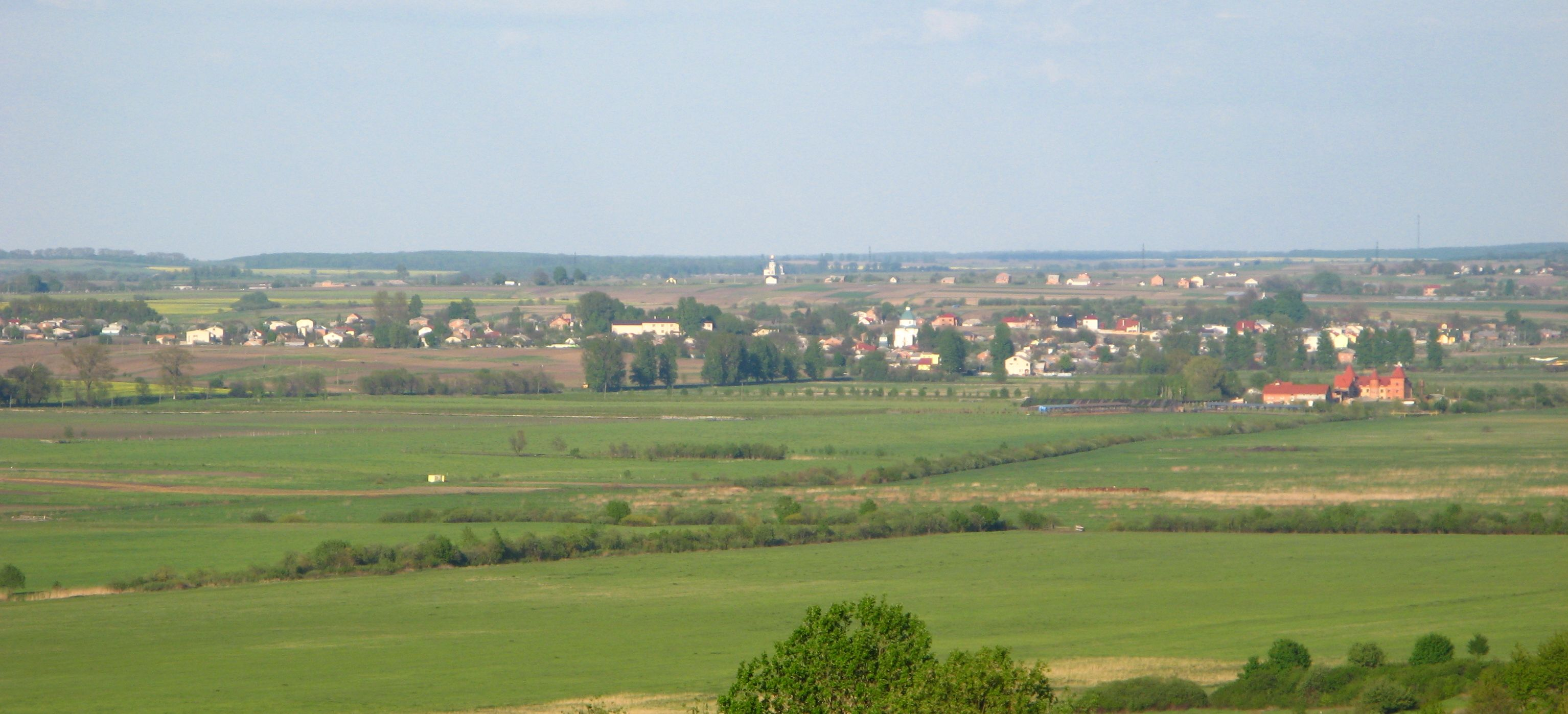
大多羅希夫

49°57′3″N 24°3′31″E / 49.95083°N 24.05861°E
大多羅希夫（烏克蘭語：Великий Дорошів），是烏克蘭西部的村莊，隸屬利維夫州利維夫區的庫利基夫市鎮。該村處於卡佩利夫卡河畔，始建於1442年，面積11.31平方公里，2001年人口857。